# 松前邦広
松前 邦広（まつまえ くにひろ、旧字体：松󠄁前󠄁 邦󠄂廣）は、江戸時代中期の大名。蝦夷地松前藩の第6代藩主。官位は従五位下志摩守。

## 生涯
宝永2年（1705年）、松前本広の6男として誕生。藩祖・松前慶広の次男で旗本1500石となった松前忠広の曾孫にあたる。享保元年（1716年）2月10日、第5代藩主・松前矩広の養子となった。同年2月15日、第7代将軍・徳川家継にお目見えした。享保6年（1721年）7月11日、養父・矩広の死去により、家督を相続する。同年10月15日、従五位下志摩守に叙任する。享保12年（1727年）2月16日、幕府から5、6年に一度参府する許可を得る。
矩広の代には既に家老職を巡る一門間の対立は顕著化していた。邦広はこれに対し、家老職から外れた非主流の一門を補佐的な役職であった中老に就任させて、権力の均衡を図り、政策実行の体制を作った。同時に町人、郷への支配体制を再建するために寺社奉行所の人事を刷新した。
邦広は整備された政治基盤を元に財政再建を推し進め、税制改正、問屋の株仲間化、それによる沖の口番所業務代行の認可と手数料の徴収により、商業と交易への支配力を強化した。折りしも、この時期はニシン漁業の発展に伴って蝦夷地の物流が活性化した時期であり、藩の主な収益はアイヌ交易と砂金採取から、請負商人の支払う手数料へと比重を移していく。邦広以後は藩主直轄の商場、山林らも大手商人の請け負うところとなり、ほぼ手数料収入に依存する体制となった。
藩の財政は再建されたが、請負商人と藩は癒着関係を深めた。肥大した商人の役割はやがて藩及び領民との摩擦となり、漁民一揆、公訴の乱発、アイヌ蜂起を招くことになる。
寛保3年（1743年）、死去。享年39。

## 系譜
父母
- 松前本広（実父）
- 杉原正長の娘（実母）
- 松前矩広（養父）

正室
- 房子 ー 高野保光の娘（正室）
- 梅好子、佐尾子 ー 土橋武則の娘（継室）

子女
- 松前資広（長男）生母は佐尾子（継室）
- 染町、道子 ー 高野保古室
- 娘
- 柳生俊則[1]（次男）
- 松前広保
- 斐斗子 ー 蠣崎広重室
- 松前器四郎
- 松前広長
- 奴千 ー 下国季隆室後に藤倉義伯室
- 利和子 ー 高橋光隆の養女、夭折